# Rio Gilorţelul Mare
O Rio Gilorţelul Mare é um rio da Romênia, afluente do Gilorţel, localizado no distrito de Gorj.